# Rieden (Oberpfalz)
Rieden este o comună din districtul Amberg-Sulzbach, landul Bavaria, Germania.